# Jim McManus (Tennisspieler)
James Henry „Jim“ McManus (* 16. September 1940 in Oakland, Kalifornien; † 18. Januar 2011 in Ponte Vedra Beach, Florida) war ein US-amerikanischer Tennisspieler.

## Karriere
In jungen Jahren begann McManus in einem Tennisclub in Berkeley mit dem Tennissport. Später spielte er für die Mannschaft der University of California, Berkeley, wo er 1963 den Abschluss machte, im Rahmen der NCAA-Meisterschaften. Im Jahr 1961 erreichte er an der Seite von William Hoogs das NCAA-Doppelfinale.
Bei hochklassigen Tennisturnieren außerhalb des Collegesports erreichte Jim McManus 1962 in Phoenix, Hobart und Cincinnati das Viertelfinale im Einzel. In Phoenix erreichte er drei Jahre später auch zum ersten Mal ein Halbfinale. In der ersten Open-Era-Saison konnte er 1968 in Berkeley zum ersten und einzigen Mal das Finale in einer Einzelkonkurrenz erreichen, welches er gegen Stan Smith verlor.
Bei den Olympischen Sommerspielen 1968 trat McManus sowohl beim Demonstrationsturnier in Guadalajara als auch bei Exhibition-Turnier in Mexiko-Stadt in den Disziplinen Einzel, Doppel und Mixed an. Er erreichte jedoch keine Podestplatzierung.
Größere Erfolge hatte McManus im Doppel mit unterschiedlichen Partnern. Bis 1972 gewann er an der Seite seines Landsmanns Jim Osborne vier Doppelturniere, unter anderem im Londoner Queen’s Club, und erreichte mit ihm drei weitere Finalrunden. Außerdem gewann er 1973 mit dem Schweden Ove Bengtson und dem Mexikaner Raúl Ramírez jeweils zwei Titel. Sein letztes Turnier seiner aktiven Karriere spielte er 1979 in Kalkutta.
Er gehörte zu den Gründungsmitgliedern der Association of Tennis Professionals (ATP). Mehrere Jahrzehnte hatte er verschiedene Tätigkeitsschwerpunkte innerhalb der ATP.
Im Jahr 1979 hatte McManus einen Cameo-Auftritt im Film Spiel mit der Liebe mit Ali MacGraw und Dean Paul Martin.

### Ehrungen
1994 wurde er in die Hall of Fame des nordkalifornischen Verbandes innerhalb der United States Tennis Association aufgenommen, 2009 in die Hall of Fame der University of California, Berkeley.
In New York wird ein Stipendium, der Jim McManus Memorial Fund, an Nachwuchsspieler verliehen.

## Persönliches
McManus starb an den Folgen einer Krebserkrankung. Er war bis zu seinem Tod 30 Jahre lang mit seiner Frau Carole verheiratet. Er hatte zwei Kinder.

## Erfolge
| Legende                  |
| Grand Slam               |
| Saisonendveranstaltungen |
| Open-Era-Turniere (8)    |

| Titel nach Belag |
| Hartplatz (3)    |
| Rasen (3)        |
| Sand (1)         |
| Teppich (1)      |

### Einzel

#### Finalteilnahmen
| Nr. | Datum              | Turnier  | Belag     | Finalgegner | Ergebnis       |
| --- | ------------------ | -------- | --------- | ----------- | -------------- |
| 1.  | 22. September 1968 | Berkeley | Hartplatz | Stan Smith  | 8:10, 1:6, 1:6 |

### Doppel

#### Turniersiege
| Nr. | Datum              | Turnier      | Belag         | Partner      | Finalgegner                        | Ergebnis      |
| --- | ------------------ | ------------ | ------------- | ------------ | ---------------------------------- | ------------- |
| 1.  | 26. Juli 1971      | Columbus     | Hartplatz     | Jim Osborne  | Jimmy Connors Roscoe Tanner        | 4:6, 7:5, 6:2 |
| 2.  | 20. September 1971 | Sacramento   | Hartplatz     | Jim Osborne  | Bob Maud Frew McMillan             | 7:6, 6:3      |
| 3.  | 13. Februar 1972   | Los Angeles  | Hartplatz (i) | Jim Osborne  | Ilie Năstase Ion Țiriac            | 6:2, 5:7, 6:4 |
| 4.  | 24. Juni 1972      | Queen’s Club | Rasen         | Jim Osborne  | Jürgen Faßbender Karl Meiler       | 4:6, 6:3, 7:5 |
| 5.  | 1. April 1973      | St. Louis    | Teppich (i)   | Ove Bengtson | Terry Addison Colin Dibley         | 6:2, 7:5      |
| 6.  | 23. Juni 1973      | Eastbourne   | Rasen         | Ove Bengtson | Manuel Orantes Ion Țiriac          | 6:4, 4:6, 7:5 |
| 7.  | 21. Juli 1973      | Kitzbühel    | Sand          | Raúl Ramírez | José Edison Mandarino Tito Vázquez | 6:2, 6:2, 6:3 |
| 8.  | 20. Oktober 1973   | Neu-Delhi    | Rasen         | Raúl Ramírez | Anand Amritraj Vijay Amritraj      | 6:2, 6:4      |

#### Finalteilnahmen
| Nr. | Datum              | Turnier      | Belag     | Partner         | Finalgegner                     | Ergebnis      |
| --- | ------------------ | ------------ | --------- | --------------- | ------------------------------- | ------------- |
| 1.  | 20. September 1969 | Los Angeles  | Hartplatz | Jim Osborne     | Pancho Gonzales Ronald Holmberg | 3:6, 4:6      |
| 2.  | 17. August 1970    | Haverford    | Rasen     | Jim Osborne     | Bill Bowrey Ray Ruffels         | 6:3, 2:6, 5:7 |
| 3.  | 19. März 1972      | Caracas      | Hartplatz | Manuel Orantes  | Patricio Cornejo Jaime Fillol   | 4:6, 3:6, 6:7 |
| 4.  | 30. Juli 1972      | Clemmons     | Sand      | Jim Osborne     | Bob Hewitt Andrew Pattison      | 4:6, 4:6      |
| 5.  | 30. September 1973 | Alamo        | Hartplatz | Ove Bengtson    | Roy Emerson Stan Smith          | 2:6, 1:6      |
| 6.  | 21. April 1974     | Johannesburg | Hartplatz | Andrew Pattison | Bob Hewitt Frew McMillan        | 2:6, 4:6, 6:7 |